# Lünen
Lünen (pronunciación en alemán: /ˈlyːnən/ⓘ) es una ciudad de Alemania situada en el distrito de Unna, región administrativa de Arnsberg, en el estado de Renania del Norte-Westfalia.

## Autoridades
- Prefecto: Hans Wilhelm Stodollick.[¿cuándo?]

## Ciudades hermanadas
- Zwolle (Países Bajos)